# Бърнинг Уичес
Бърнинг Уичес (на немски: Burning Witches) е дамска пауър метъл банда от Швейцария, по-точно от региона Бруг, Ааргау.
Звукът на тяхната музика е сложна комбинация от традиционен хеви метъл и пауър метъл. Бандата често е наричана женската версия на Джудас Прийст, главно поради тембъра на гласа на вокалиста и темпото на песните, които напомнят на известната британска група. 

## История
Burning Witches са създадени през 2015 г. На следващата година, 2016 г., те издават демо, съдържащо две песни и това произведение е избрано за „демо на месеца“ от списанията Metal Hammer и Rock Hard, и двете от Германия. През 2017 г. групата издаве албум, наречен Burning Witches, съдържащ 11 песни, които обхващат малко повече от 45 минути.
През 2018 г. Бърнинг Уичес издават не по-малко от два албума, единият от които съдържа песни на живо (само четири песни, едната от които е кавър на песента Holy Diver на Рони Джеймс Дио) и студиен албум, наречен Hexenhammer, съдържащ 14 композиции, от които един инструментален. Албумът е издаден от звукозаписната компания Нюклиър Бласт. Следващата година, 2019, Бърнинг Уичес издават албума Burning Witches и Burning Alive, произведение, съдържащо 15 песни, четири от които бяха композиции, записани на живо. През същата година, на 14 юни, групата издава сингъл, съдържащ една единствена песен, наречена Wings Of Steel.

## Бърнинг Уичес на фестивала Rockharz 2019
- Вокалистката Лаура Гулдемонд
- Китаристката Романа Калкул
- Китаристката Соня Нуселдер
- Басистката Жанин Гроб
- Барабанистката Лала Фришкнехт

## Участнички в групата

### Настоящи
- Жанин Гроб – бас
- Лала Фришкнехт – ударни
- Романа Калкул – китара (също член на групата Atlas & Axxis )
- Лаура Гулдемонд – вокали (от 2019; също член на групата Shadowrise, от Холандия)
- Лариса Ернст – китара (бивша - Anna Lux, Gomorrah, Pater Iltis)
- Кортни Кокс – водеща китара, бек вокал (от 2023)

### Бивши
- Сераина Тели – вокал
- Алеа Уис – китара
- Соня Нуселдер – китара

## Дискография
| Burning Witches        | 2017 |
| Burning Alive          | 2018 |
| Hexenhammer            | 2018 |
| Wings of Steel         | 2019 |
| Dance with the Devil   | 2019 |
| Acoustic Sessions      | 2020 |
| The Circle of Five     | 2020 |
| Maximum Metal Vol. 264 | 2021 |
| The Witch of the North | 2021 |
| Maximum Metal Vol. 277 | 2023 |
| The Dark Tower         | 2023 |